# Kleszczów (województwo łódzkie)
Kleszczów – wieś w Polsce, położona w województwie łódzkim, w powiecie bełchatowskim, w gminie Kleszczów. Siedziba gminy Kleszczów.
W latach 1954–1972 wieś należała i była siedzibą władz gromady Kleszczów. W latach 1975–1998 wieś administracyjnie należała do województwa piotrkowskiego.
Gmina Kleszczów jest najbogatszą gminą w Polsce (dochód per capita), dzięki zlokalizowanej na tym terenie Kopalni Węgla Brunatnego Bełchatów i Elektrowni Bełchatów.

## Nazwa
Nazwa Kleszczów jest po raz pierwszy wzmiankowana w dokumencie Liber beneficiorum Archidioecesis Gnesnensis arcybiskupa Jana Łaskiego (1510–1531) z ok. 1512.

## Integralne części wsi
| SIMC    | Nazwa | Rodzaj    |
| ------- | ----- | --------- |
| 0541492 | Ławki | część wsi |

## Historia
Słownik geograficzny Królestwa Polskiego i innych krajów słowiańskich z roku 1890 tak opisuje miejscowość:

Kleszczów, wieś i folwark, powiat piotrkowski, gmina Kleszczów, parafia Sulmierzyce. Posiada kościół parafialno ewangelicki, cmentarz i szkołę, stacye pocztową (od 1881 r.), zarząd gminny. W 1827 r. było tu 19 domów, 403 mieszkańców, obecnie wieś 40 domów, 466 mieszkańców, 727 mórg obszaru (494 ornej ziemi); folwark 2 domy, 3 mieszkańców, 30 mórg; osada kościoła ewangelickiego 1 dom, 8 mieszkańców, 3 morgi. Parafia ewangelicka Kleszczów ma do 3000 dusz. Gmina Kleszczów należy do sądu gminnego okręgu IV w kolonii Rogowiec, zarząd gminny w miejscu stacyi drogi żelaznej warszawa-wiedeń Nowo-Radomsk. Obszar gminy wynosi 1183 mórg, ludność 4512 (1868 r.). W gminie znajdują się 3 szkoły początkowe, browar, olejarnia, 4 młyny wodne i 5 wiatraków.

W latach 1954–1972 w Kleszczowie istniała Gromadzka Rada Narodowa.

## Religia
Na terenie wsi działalność duszpasterską prowadzą dwie parafie:
- Parafia Najświętszej Maryi Panny Anielskiej z kościołem parafialnym
- Parafia Ewangelicko-Reformowana

## Sport
W miejscowości funkcjonuje klub sportowy Ludowy Klub Sportowy Omega Kleszczów, założony w 1992 roku. Najpopularniejszą sekcją jest piłka nożna, w ramach której działa szereg drużyn, zarówno młodzieżowych, jak i seniorskich. Inne sekcje to siatkówka, koszykówka, tenis stołowy oraz lekkoatletyka.
- Liga: IV liga, gr. łódzka (sezon 2023/2024)[10]
- Rok założenia: 1992
- Barwy: żółto-zielone
- Prezes: Jan Gurazda

## Edukacja
- Publiczne Przedszkole Samorządowe w Kleszczowie, ul. Szkolna 6
- Szkoła Podstawowa im. Janusza Korczaka w Kleszczowie, ul. Szkolna 4
- Zespół Szkół Ponadpodstawowych w Kleszczowie, ul. Sportowa 8, w skład zespołu wchodzą:
  - Liceum Ogólnokształcące im. Jana Pawła II (klasy: językowa, medyczno-ratownicza)[11]
  - Technikum Nowoczesnych Technologii im. Jana Pawła II (kierunki kształcenia: technik mechatronik, technik automatyk)[12]

## Infrastruktura
W miejscowości znajduje się Gminne Centrum Informacji. GCI utworzone zostało przez Urząd Gminy w Kleszczowie i współfinansowane ze środków Ministerstwa Gospodarki Pracy i Polityki Społecznej w ramach Aktywizacji Zawodowej Absolwentów „Pierwsza Praca”. Oficjalne otwarcie nastąpiło 26 listopada 2003. Gminne Centrum Informacji jest wyspecjalizowaną placówką, zlokalizowaną w centrum Kleszczowa i w pełni przystosowaną dla osób niepełnosprawnych.

## Galeria

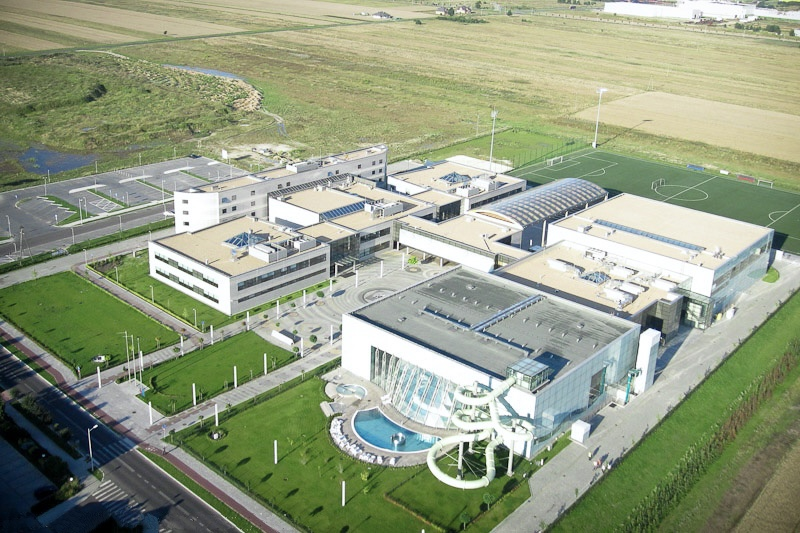
Solpark Kleszczów widok z lotu ptaka
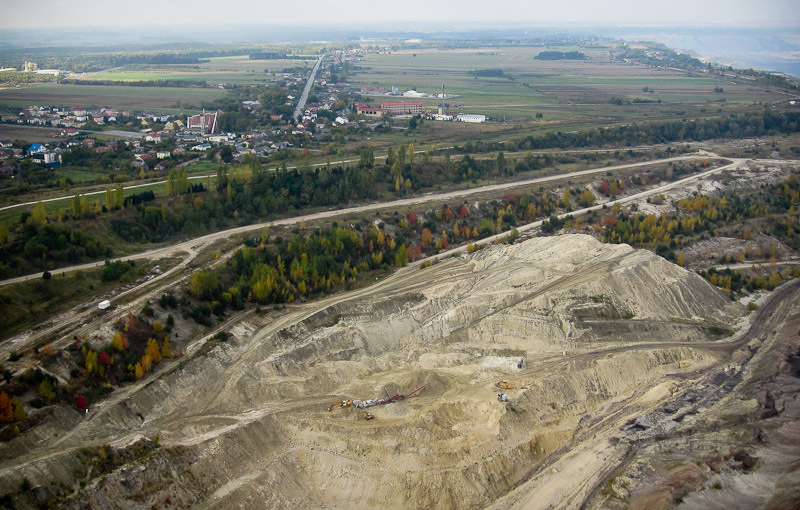
Kleszczów z lotu ptaka
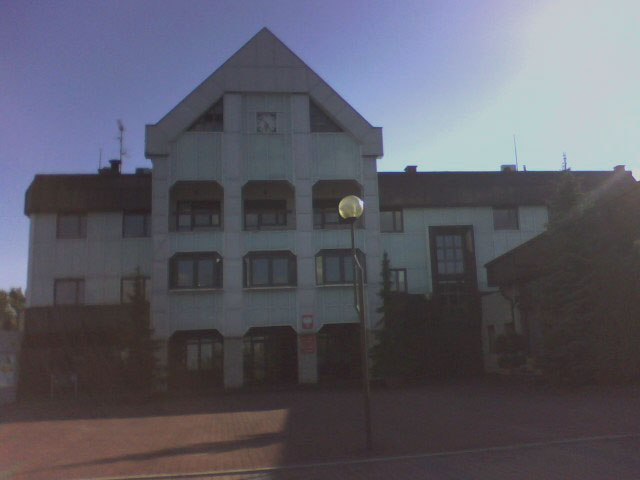
Urząd gminy
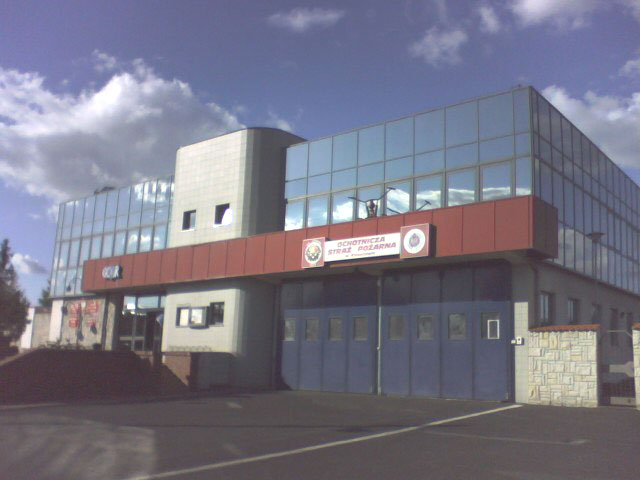
Dom kultury
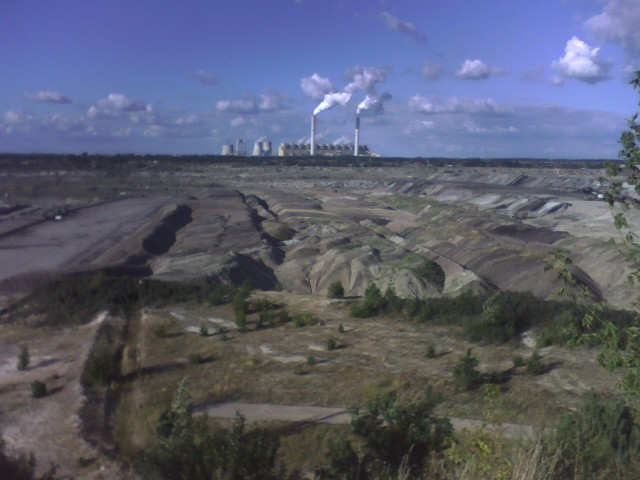
Odkrywka